# Phorocera negrensis
Phorocera negrensis är en tvåvingeart som först beskrevs av Aldrich 1934.  Phorocera negrensis ingår i släktet Phorocera och familjen parasitflugor. Inga underarter finns listade i Catalogue of Life.